# Rok Korošec
Rok Korošec (24 de noviembre de 1993) es un ciclista esloveno que fue profesional entre 2014 y 2020.
Se retiró al finalizar la temporada 2020 y pasó a ejercer labores de director deportivo en el Calcit Bike Team.

## Palmarés
2016
- Gran Premio Ciclista de Gemenc, más 1 etapa
- 1 etapa del Tour de Hungría

2017
- Trofej Umag-Umag Trophy[2]
- Visegrad 4 Bicycle Race-GP Czech Republic

2018
- Gran Premio Ciclista de Gemenc, más 1 etapa